# ناستوود
ناستوود (به لاتین: Næstved) یک منطقهٔ مسکونی در دانمارک است که در Naestved Municipality واقع شده‌است. ناستوود ۲۱٫۴ کیلومتر مربع مساحت و ۴۳٬۸۰۳ نفر جمعیت دارد و ۱۶ متر بالاتر از سطح دریا واقع شده‌است.

## خواهرخوانده
شهرهای روما (فنلاند)، آلفتانس و بخش یوله خواهرخوانده‌های ناستوود هستند.